# Campionati europei di atletica leggera indoor 2011 - Getto del peso maschile
La gara si è svolta il 4 marzo 2011.

## Podio
| Pos.    | Atleta         | Nazionalità | Misura  | Note                                     |
| ------- | -------------- | ----------- | ------- | ---------------------------------------- |
| Oro     | Ralf Bartels   | Germania    | 21,16 m | Miglior prestazione personale stagionale |
| Argento | David Storl    | Germania    | 20,75 m | Miglior prestazione personale stagionale |
| Bronzo  | Maksim Sidorov | Russia      | 20,55 m |                                          |

## Record
Prima di questa competizione, il record del mondo (RM), il record europeo (EU) ed il record dei campionati (RC) sono i seguenti:
| Record                | Prestazione | Atleta                      | Data                                       | Competizione                                       |
| --------------------- | ----------- | --------------------------- | ------------------------------------------ | -------------------------------------------------- |
| Record mondiale       | 22,66 m     | Randy Barnes Stati Uniti    | 20 gennaio 1989 Los Angeles, Stati Uniti   |                                                    |
| Record europeo        | 22,55 m     | Ulf Timmermann Germania Est | 11 febbraio 1989 Senftenberg, Germania Est |                                                    |
| Record dei campionati | 22,19 m     | Ulf Timmermann Germania Est | 21 febbraio 1987 Liévin, Francia           | Campionati europei di atletica leggera indoor 1987 |

## Risultati

### Qualificazioni
Si qualificano alla finale gli atleti che superano la misura di 20,10 (Q) oppure gli 8 migliori.
| Pos. | Atleta                    | Nazione              | 1ª prova | 2ª prova | 3ª prova | Risultato | Note                          |
| ---- | ------------------------- | -------------------- | -------- | -------- | -------- | --------- | ----------------------------- |
| 1    | Gaëtan Bucki              | Francia              | 20,39 m  |          |          | 20,39 m   | Q                             |
| 2    | Marco Fortes              | Portogallo           | 19,98 m  | 19,37 m  | 20,34 m  | 20,34 m   | Q                             |
| 3    | Ralf Bartels              | Germania             | 20,33 m  |          |          | 20,33 m   | Q                             |
| 4    | Maksim Sidorov            | Russia               | 20,19 m  |          |          | 20,19 m   | Q                             |
| 5    | Nedžad Mulabegović        | Croazia              | 19,80 m  | 19,80 m  | 20,05 m  | 20,05 m   | q                             |
| 6    | David Storl               | Germania             | x        | 20,01 m  | x        | 20,01 m   | q                             |
| 7    | Marco Schmidt             | Germania             | 19,93 m  | x        | x        | 19,93 m   | q                             |
| 8    | Ivan Juškov               | Russia               | 19,75 m  | 19,68 m  | x        | 19,75 m   | q                             |
| 9    | Hamza Alić                | Bosnia ed Erzegovina | 19,51 m  | 19,60 m  | x        | 19,60 m   |                               |
| 10   | Andriy Semenov            | Ucraina              | x        | 19,47 m  | x        | 19,47 m   |                               |
| 11   | Borja Vivas               | Spagna               | 18,61 m  | 19,40 m  | x        | 19,40 m   |                               |
| 12   | Māris Urtāns              | Lettonia             | 19,32    | 19,23    | x        | 19,32     |                               |
| 13   | Valerij Kokoev            | Russia               | 19,32 m  | x        | x        | 19,32 m   |                               |
| 14   | Niklas Arrhenius          | Svezia               | 17,28 m  | 19,01 m  | 19,21 m  | 19,21 m   |                               |
| 15   | Kim Christensen           | Danimarca            | 17,85 m  | 19,16 m  | 18,19 m  | 19,16 m   |                               |
| 16   | Nick Petersen             | Danimarca            | 19,00 m  | x        | x        | 19,00 m   | Miglior prestazione personale |
| 17   | Miroslav Vodovnik         | Slovenia             | 18,37 m  | 18,76 m  | 18,53 m  | 18,76 m   |                               |
| 18   | Lajos Kürthy              | Ungheria             | 18,75 m  | x        | x        | 18,75 m   |                               |
| 19   | Manuel Martínez           | Spagna               | 18,62 m  | x        | x        | 18,62 m   |                               |
| 20   | Ódinn Björn Thorsteinsson | Islanda              | 17,03 m  | 17,31 m  | x        | 17,31 m   |                               |
| 21   | Benik Abramyan            | Georgia              | x        | x        | 17,20 m  | 17,20 m   |                               |
| –    | Georgi Ivanov             | Bulgaria             | x        | x        | x        | NM        |                               |
| –    | Asmir Kolašinac           | Serbia               | x        | x        | x        | NM        |                               |

### Finale
| Pos.    | Atleta             | Nazionalità | 1ª prova | 2ª prova | 3ª prova | 4ª prova | 5ª prova | 6ª prova | Misura  | Note                                     |
| ------- | ------------------ | ----------- | -------- | -------- | -------- | -------- | -------- | -------- | ------- | ---------------------------------------- |
| Oro     | Ralf Bartels       | Germania    | 19,74 m  | 20,80 m  | 20,79 m  | 21,16 m  | x        | 21,09 m  | 21,16 m | Miglior prestazione personale stagionale |
| Argento | David Storl        | Germania    | x        | 20,29 m  | 20,75 m  | x        | x        | x        | 20,75 m | Miglior prestazione personale stagionale |
| Bronzo  | Maksim Sidorov     | Russia      | 20,46 m  | 20,55 m  | x        | x        | 20,17 m  | x        | 20,55 m |                                          |
| 4       | Nedžad Mulabegović | Croazia     | x        | x        | x        | 19,63 m  | 20,43 m  | x        | 20,43 m | Record nazionale                         |
| 5       | Marco Schmidt      | Germania    | x        | 20,29 m  | 19,71 m  | 19,91 m  | x        | 19,62 m  | 20,29 m |                                          |
| 6       | Ivan Juškov        | Russia      | x        | 20,04 m  | 20,19 m  | x        | 19,99 m  | x        | 20,19 m |                                          |
| 7       | Gaëtan Bucki       | Francia     | 20,07 m  | 20,00 m  | x        | x        | x        | x        | 20,07 m |                                          |
| 8       | Marco Fortes       | Portogallo  | x        | 19,61 m  | 19,83 m  | x        | 19,26 m  | 19,54 m  | 19,83 m |                                          |